# Белорусский государственный театр кукол
Государственный театр кукол Республики Беларусь (бел. Дзяржаўны тэатр лялек Рэспублікі Беларусь) — старейший театр кукол республики.

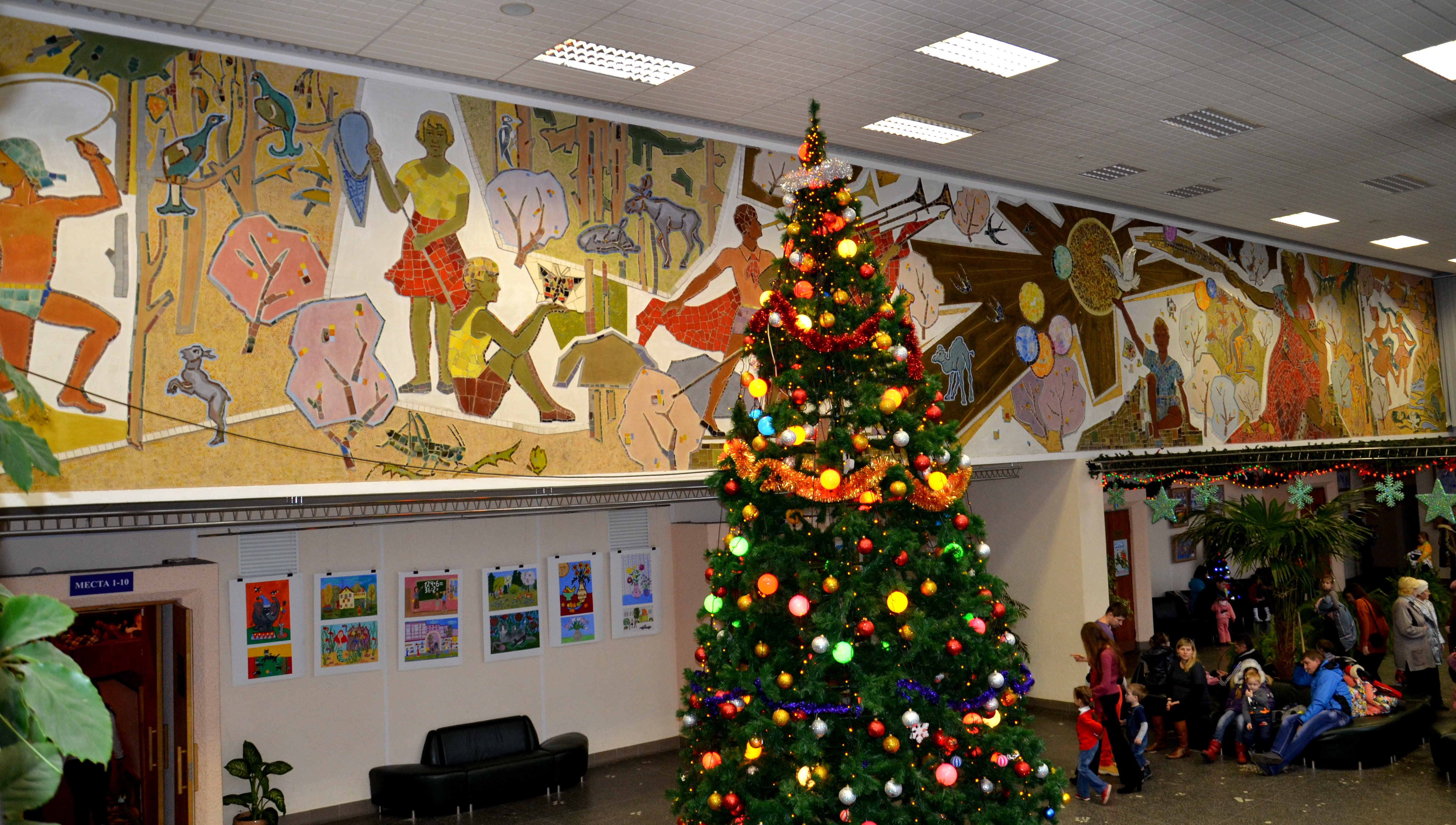
Фойе Минского кукольного театра

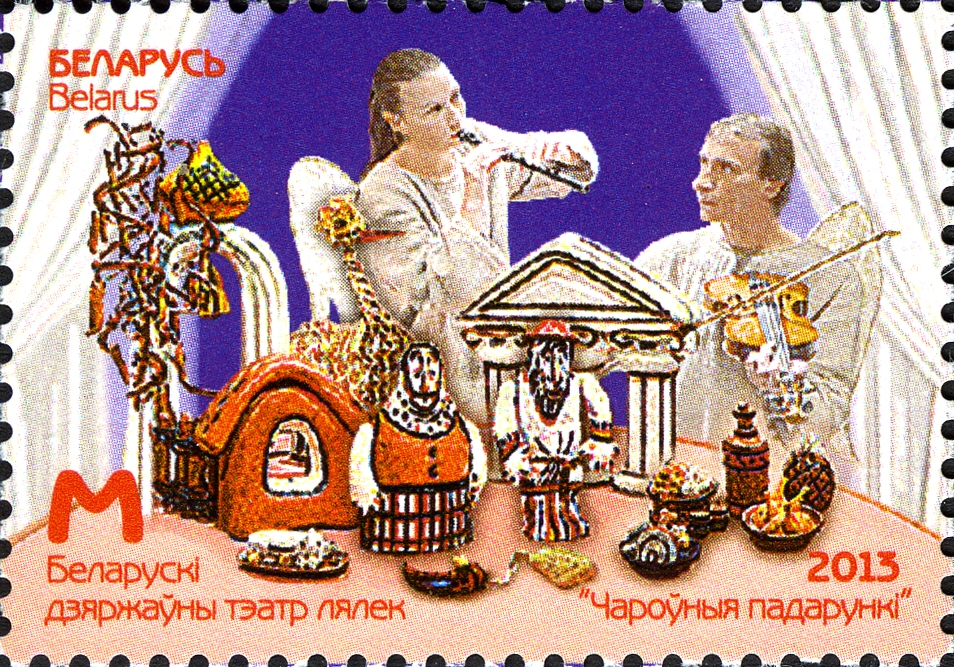
Почтовая марка, посвящённая театру

## История
Создан 15 июля 1938-го, когда в Гомеле состоялось открытие Государственного театра кукол БССР. В 1950 году театр переехал в Минск.
В 2008 году постановлением Совета Министров Республики Беларусь театру присвоено звание «Заслуженный коллектив Республики Беларусь».

## Репертуар
Спектакли для детей, вечерние спектакли

## Руководство
- Михаил Бабушкин (1940—1947) — художественный руководитель
- Анатолий Лелявский (1956—1986) — главный режиссёр, народный артист БССР
- Алексей Лелявский (1986-2023) — главный режиссёр, заслуженный деятель искусств Беларуси, лауреат Национальной театральной премии Республики Беларусь, Российской национальной театральной премии «Золотая маска», Высшей театральной премии Санкт-Петербурга «Золотой софит»
- Евгений Климаков (1985—2022) — директор театра, заслуженный деятель культуры Белоруссии
- Толстик Татьяна (2024-по н.в)-директор театра

## Известные сотрудники
- Быков Леонид Михайлович - главный художник (1957-1976)
- Фомина Алина Григорьевна - главный художник (1976-1999), заслуженный деятель искусств Республики Беларусь
- Рачковский Валерий Евгеньевич - главный художник (1999-2014), лауреат национальной театральной премии Белоруссии
- Янушкевич А. В. — режиссёр.
- Нерсисян Татьяна — художник (с 2008 года), лауреат национальной театральной премии Белоруссии (2012, 2018), лауреат российской национальной театральной премии «Золотая маска» (2016).
- Грамович Владимир Петрович — актёр, режиссёр (с 1966 года), заслуженный артист Белоруссии
- Казаков Александр Николаевич — актёр (с 1979 года), заслуженный артист Белоруссии

## Гастроли
Белорусский государственный театр кукол известен в Болгарии, Бельгии, Германии, Латвии, Литве, Нидерландах, Польше, России, Сербии и Черногории, Словении, Польше, Франции, Хорватии, Эстонии. В 2012 году спектакль «Почему стареют люди» был показан на фестивале «Золотая маска» в программе МАСКА PLUS.

Музей кукольного театра
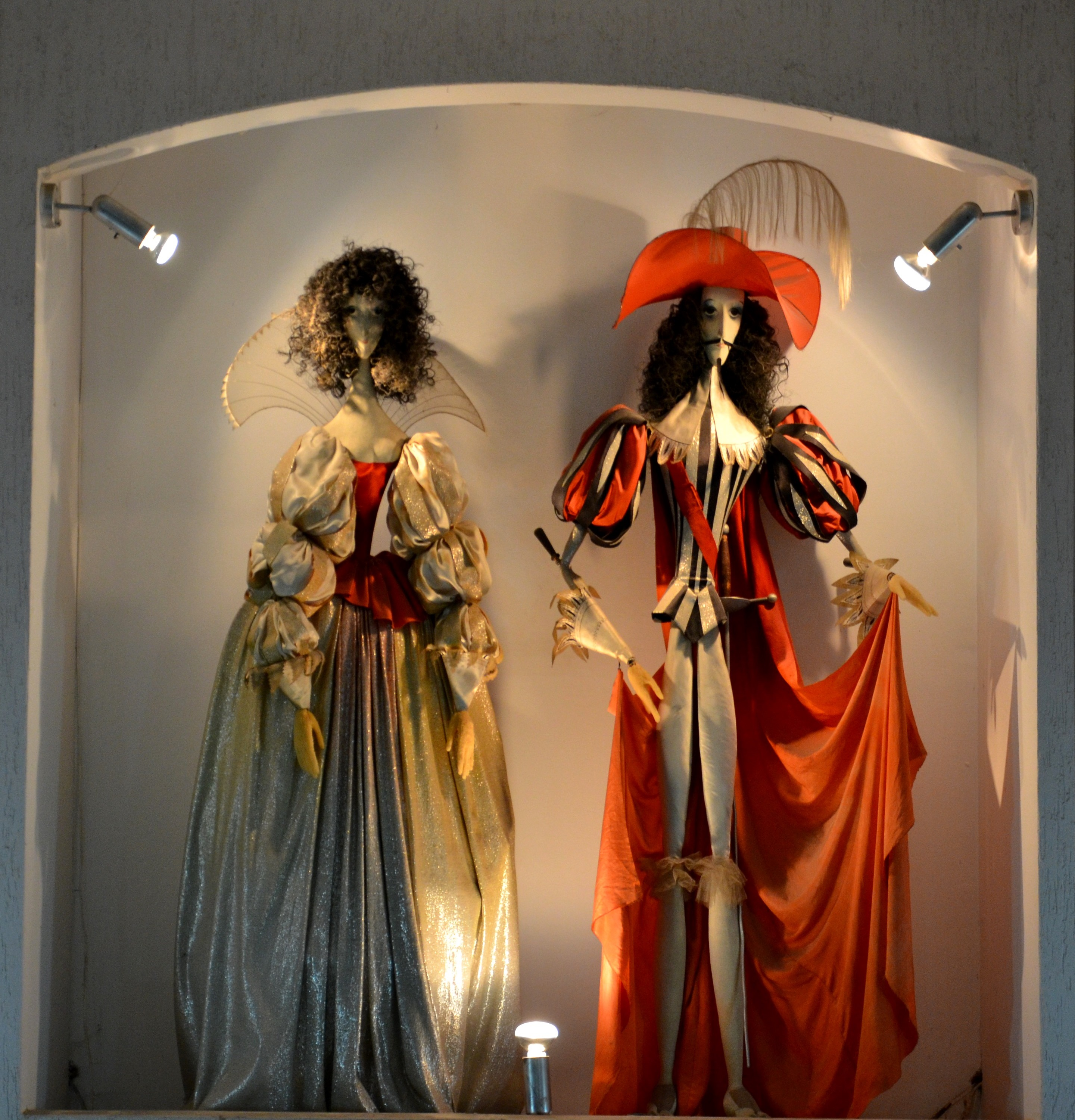
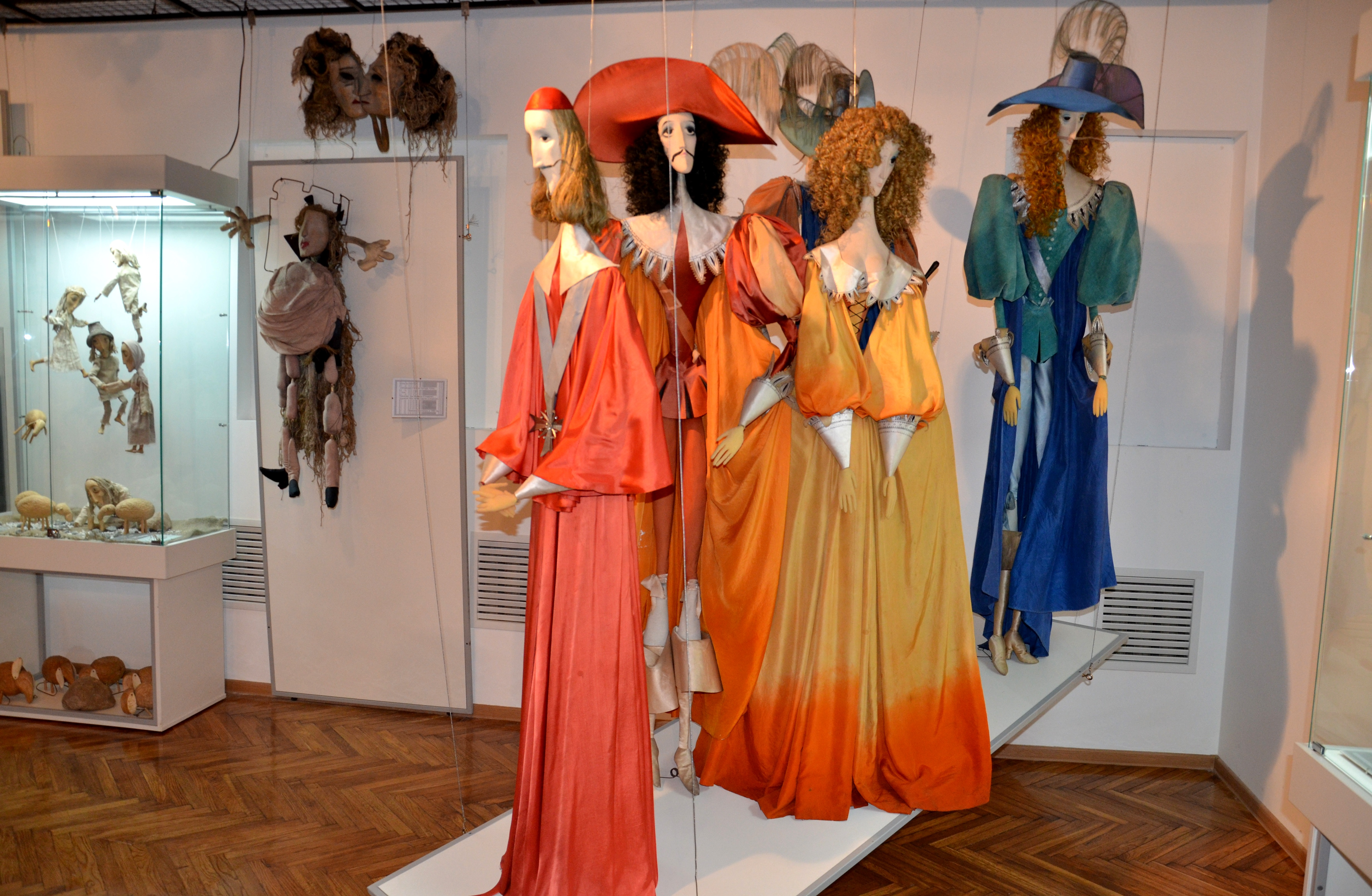
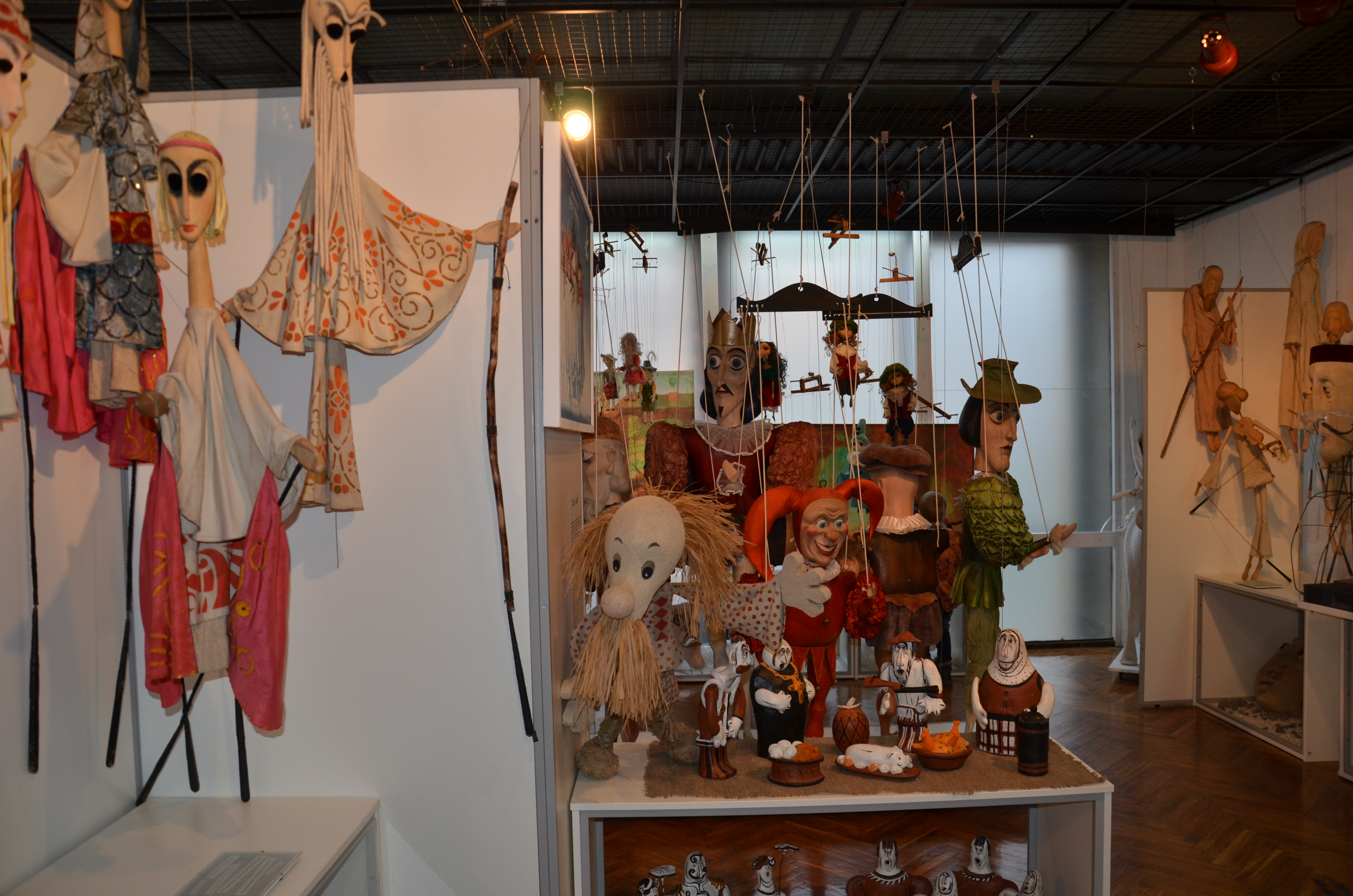
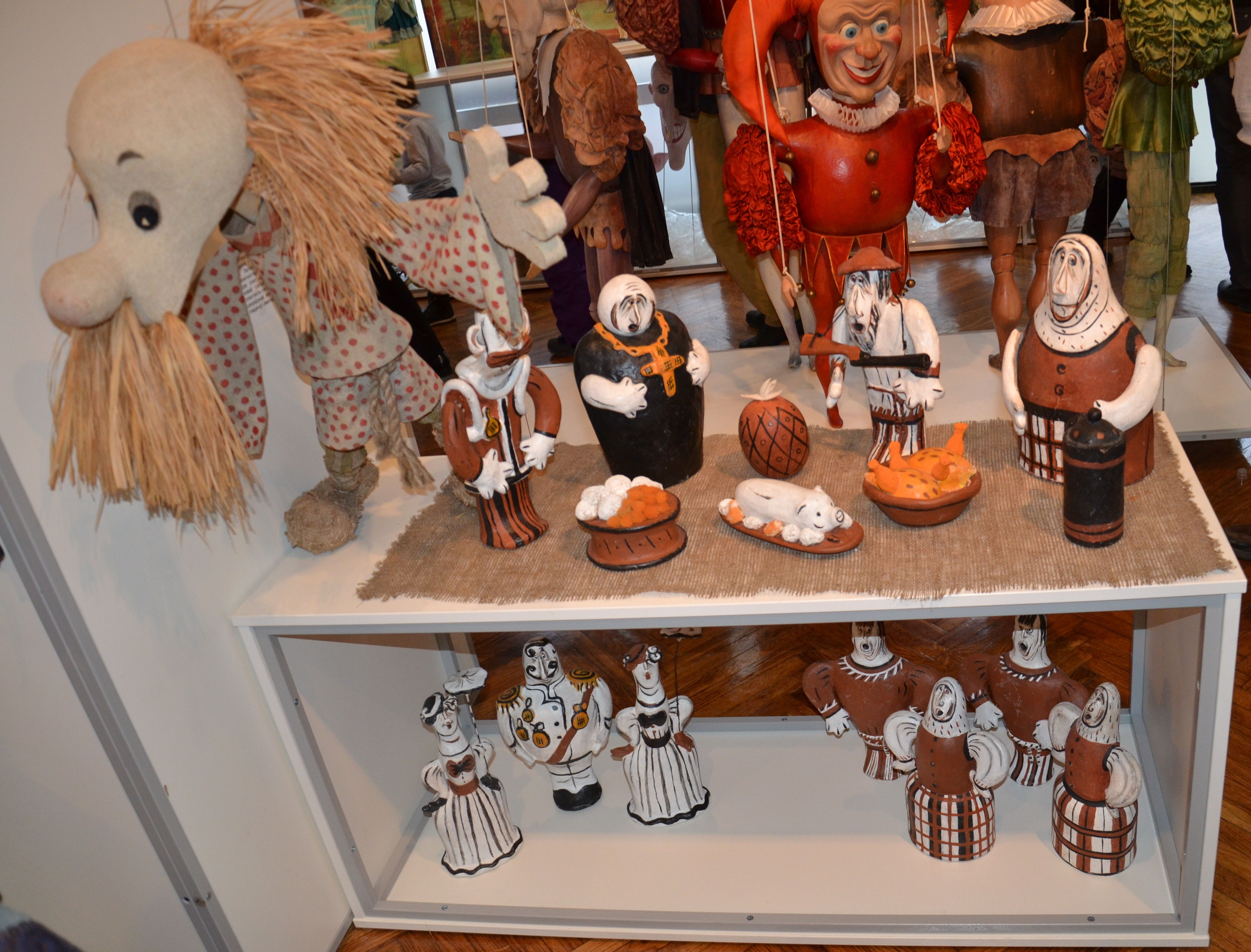
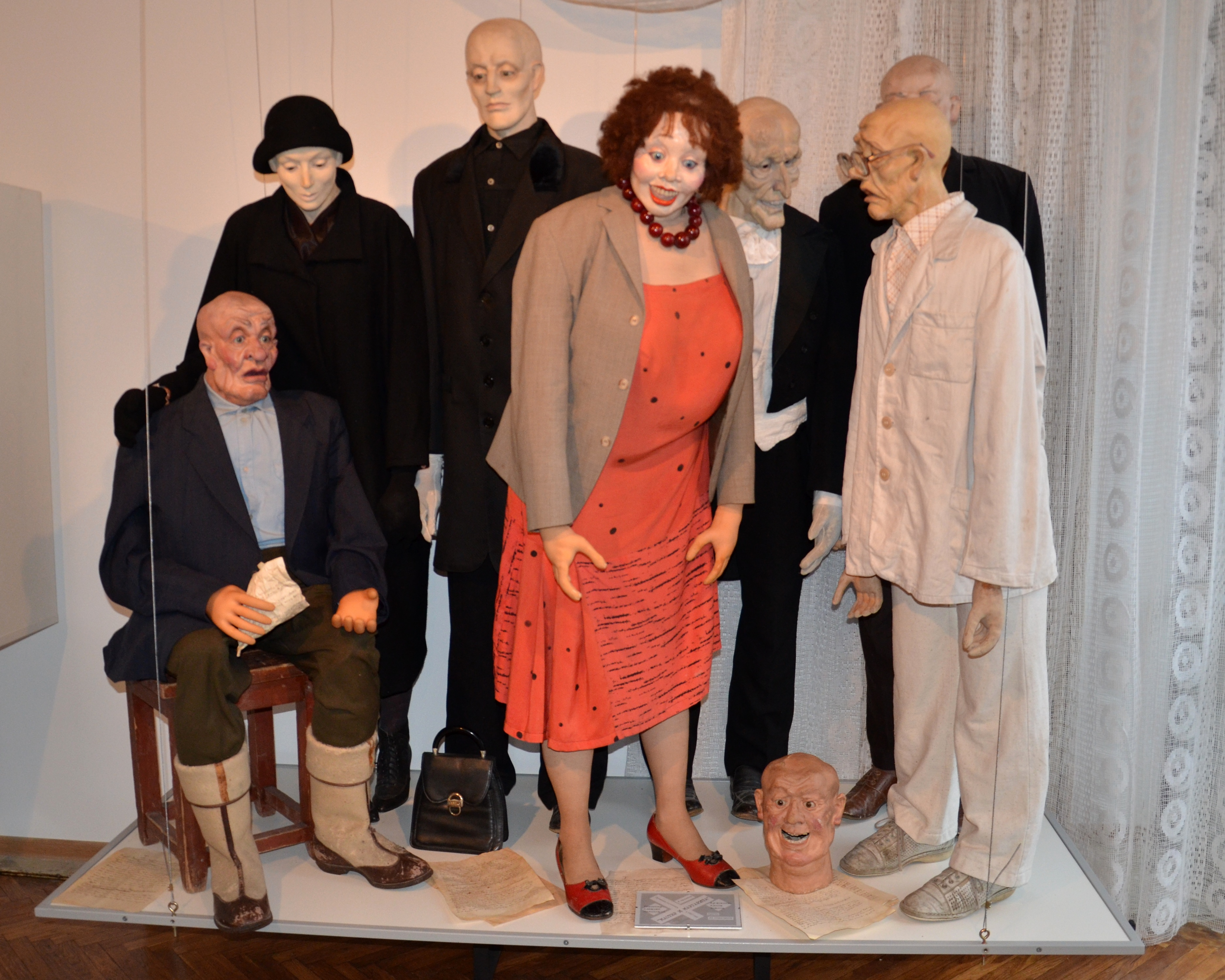
Куклы из спектакля по М. Булгакову «Мастер и Маргарита»
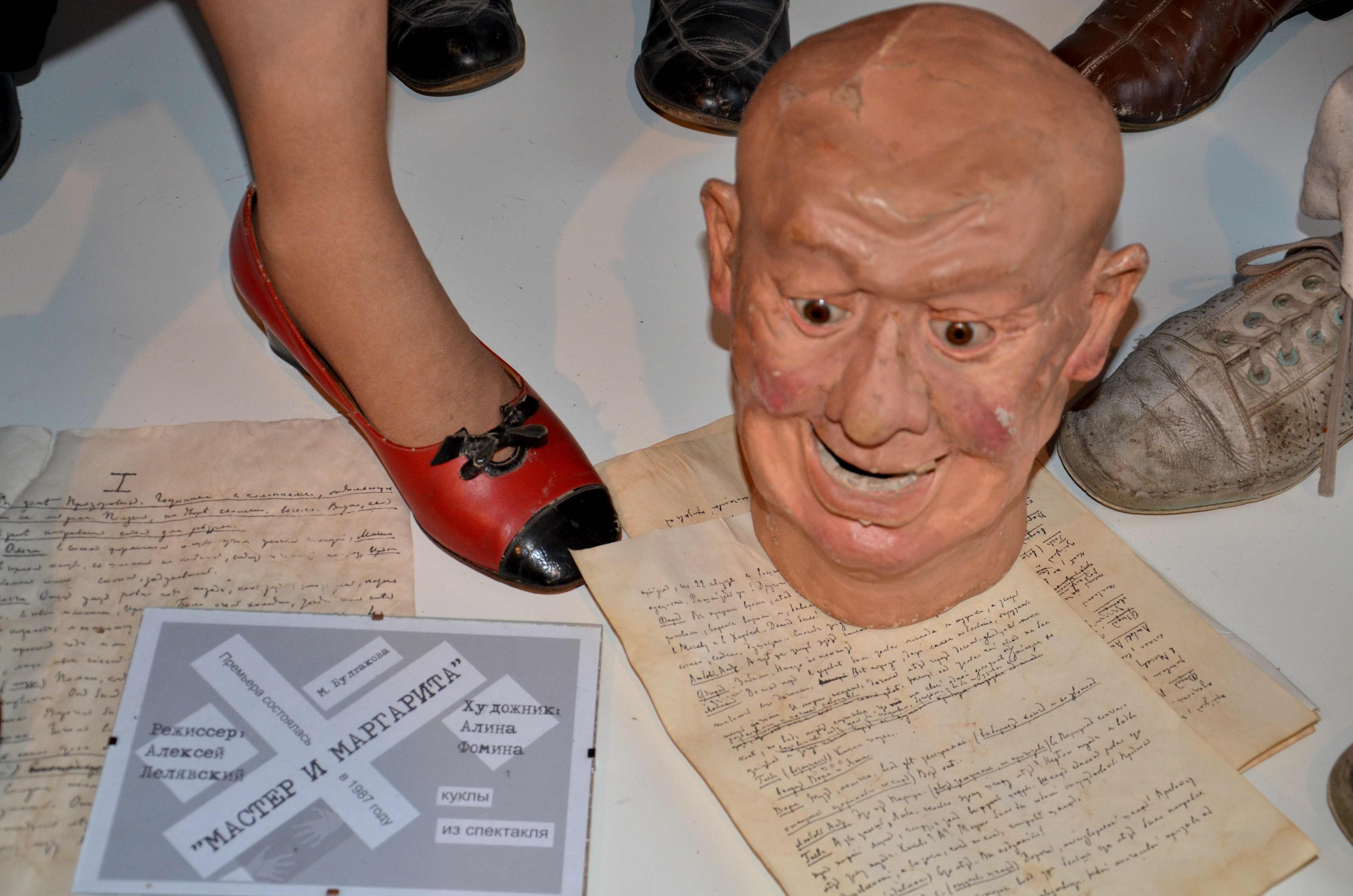
Куклы из спектакля по М. Булгакову «Мастер и Маргарита». Голова Берлиоза.
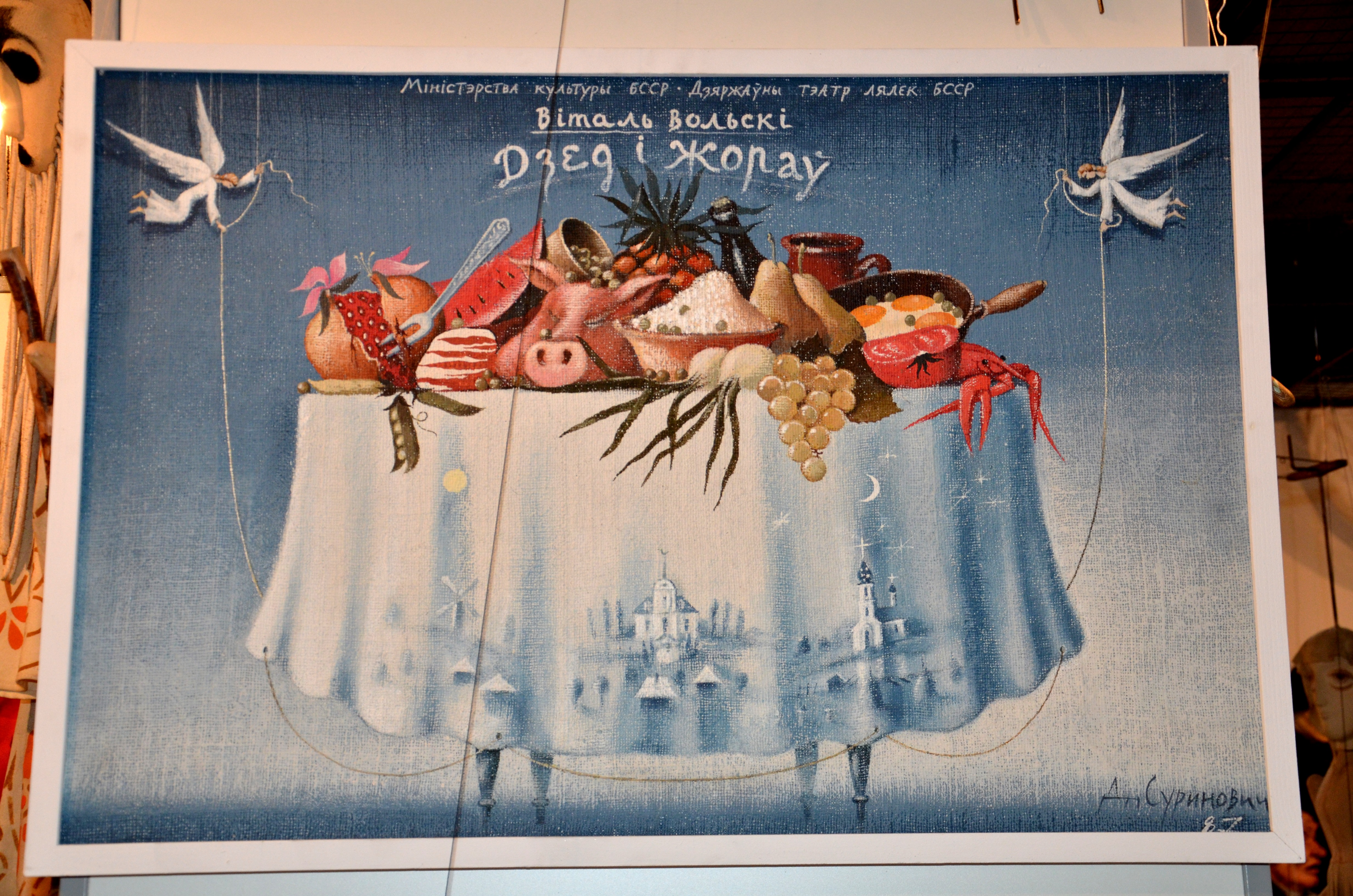
Афиша спектакля Виталия Вольского «Дед и журавль». Художник Дмитрий Суринович.
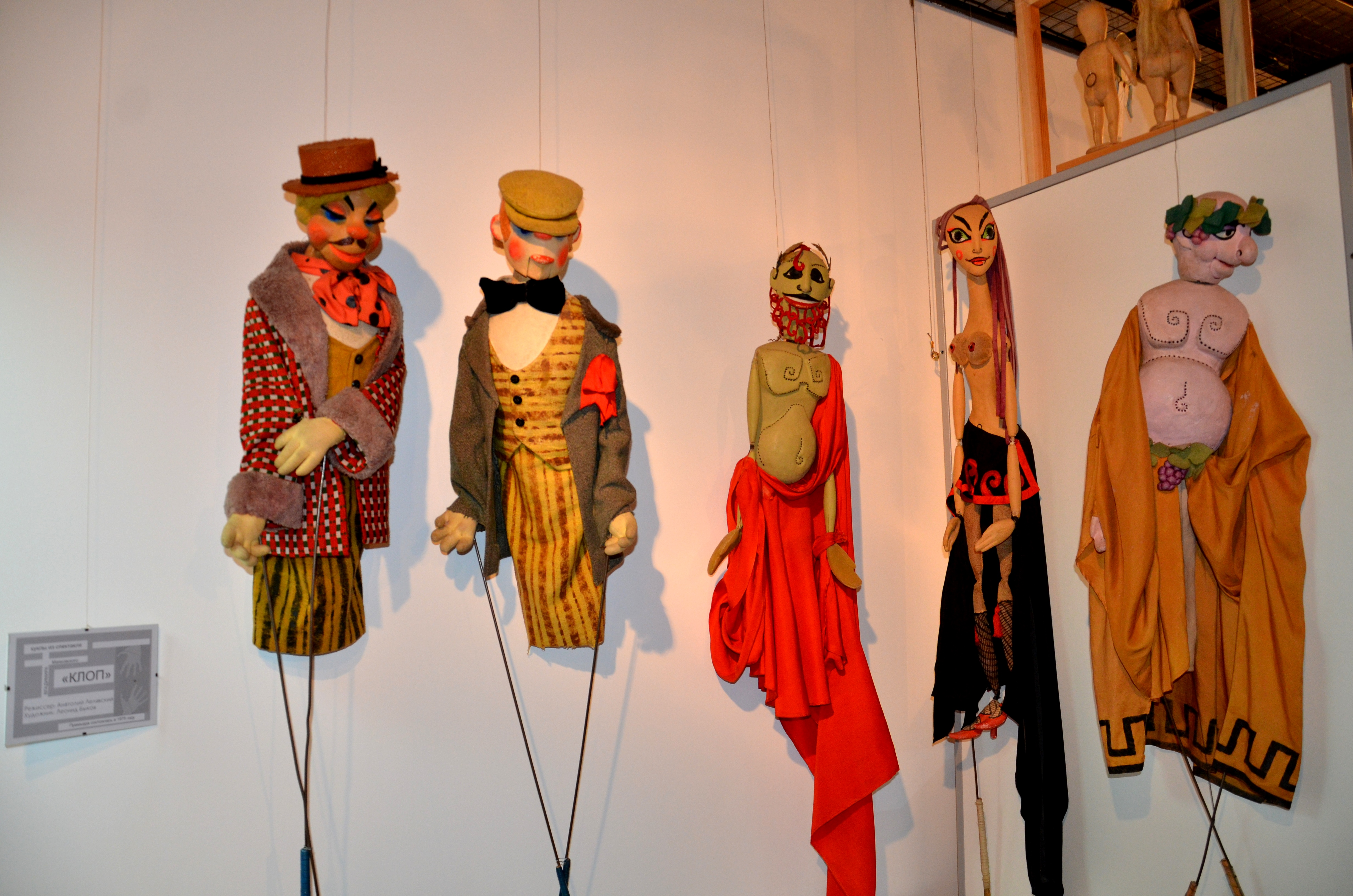
Куклы из спектакля по В. Маяковскому «Клоп»
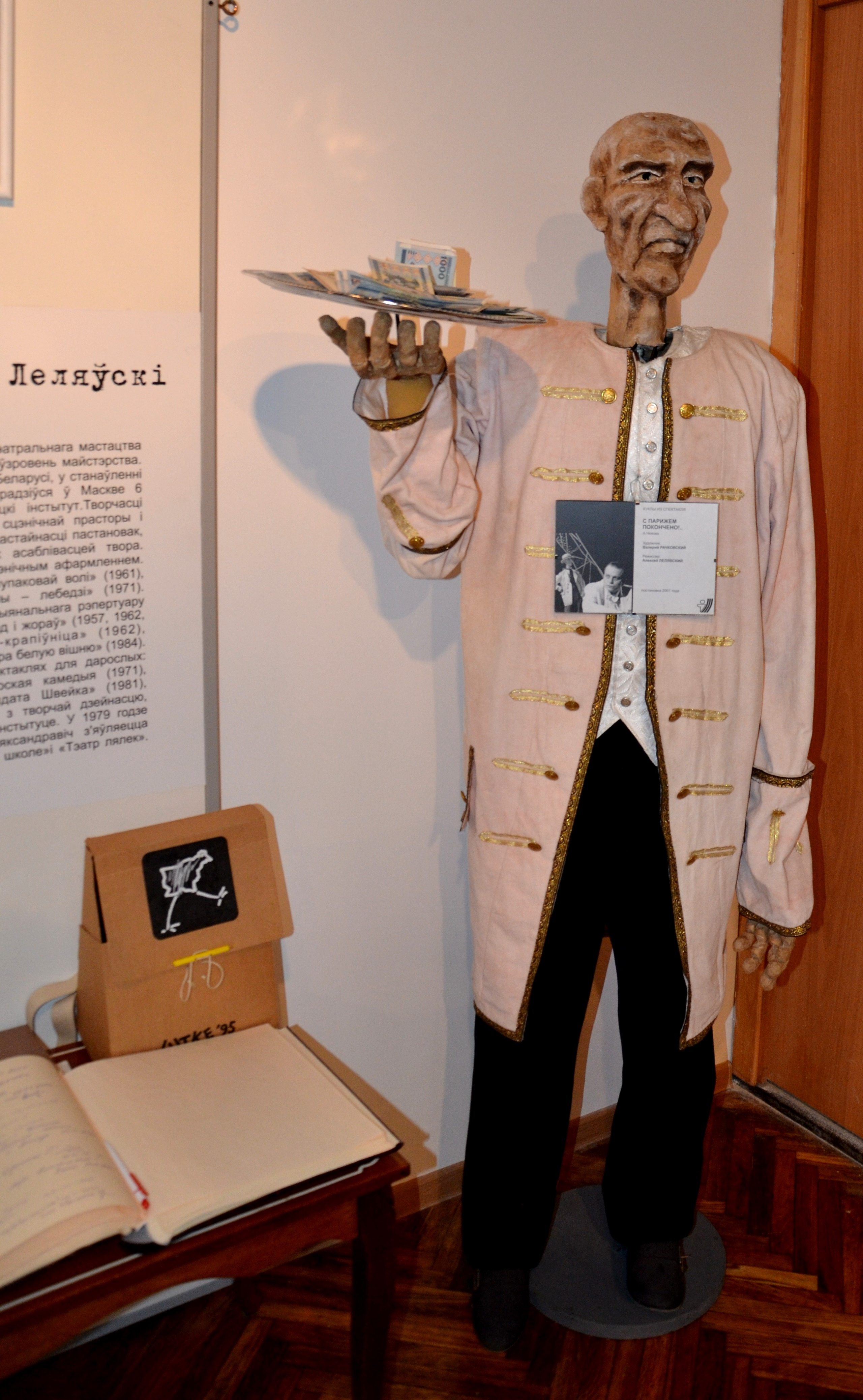
Кукла из спектакля по А. Чехову «С Парижем покончено». Художник Валерий Рачковский, режиссёр Алексей Лелявский.